# Assassinat d'Henri IV
L'assassinat d'Henri IV, roi de France et de Navarre, est l'un des événements marquants de l'histoire de France. Le roi meurt sous les coups de couteau de François Ravaillac le 14 mai 1610.
Ce régicide surprend et bouleverse ses sujets. Le Dauphin, Louis XIII, n'a pas encore neuf ans et la reine Marie de Médicis, veuve d'Henri IV, assure une régence de 1610 à 1614, qui marque une inflexion dans la politique du royaume au sein duquel son époux avait ramené la paix civile après plus de trente ans de guerre de religion.
La mort dramatique d'Henri IV concourt à sa gloire essentiellement posthume, faisant de lui l'un des rois français les plus populaires. Son prédécesseur Henri III ayant lui-même été assassiné, cet événement contribue au renforcement de l'absolutisme en France.
L'hypothèse d'une conspiration, contredisant les conclusions officielles qui attribuent cet acte à un fanatique catholique ayant agi seul, apparaît immédiatement. Impliquant des personnalités importantes du royaume de France et des puissances étrangères, elle donne toujours lieu à discussion plus de quatre cents ans après les faits.

## Une période trouble
Si l'assassinat d'Henri IV stupéfie le royaume de France, c'est surtout en raison de ses circonstances soudaines. Le régicide est en cette époque trouble un acte présenté comme légitime dans certaines circonstances et l'assassinat d'Henri III, en 1589, en réponse à l'assassinat du duc Henri de Guise et de son frère le cardinal Louis II de Lorraine, sert de référence à une frange catholique de la population.
L'attitude d'Henri IV, dont le règne est contesté par une partie des sujets de son royaume, ses décisions depuis quelques mois faisant craindre une reprise des guerres de religion en Europe, rend envisageable un acte violent à son encontre.

## La légitimation du tyrannicide
Ayant depuis les origines du christianisme fait l'objet de discussions, le tyrannicide est un sujet de vives préoccupations au XVIe siècle.
La question est indirectement abordée par Saint Augustin. Jean de Salisbury, évêque anglais, publie en 1159 Policraticus dans lequel il admet la mise à mort d'un tyran « d'usurpation » (illégitime) ou « d'exercice » (dont la conduite n'est pas acceptable). Saint Thomas d'Acquin et Bartole restreignent cette interprétation en limitant le tyrannicide au seul cas d'usurpation. Le tyrannicide redevient légitime à l'occasion des guerres de religion, dans le camp protestant comme dans le camp catholique.
L'ouvrage Aphorismi confessoriorum du théologiste jésuite Emmanuel de Sâ est imprimé à Anvers en 1593. Juan de Mariana, autre jésuite, écrit De rege et regis institutione, imprimé à Tolède et Mayence en 1599. Ces deux livres sont à l'époque traduits en France et justifient le tyrannicide en certaines circonstances, en particulier s'il fait l'objet de l'approbation du peuple. Tandis qu'Emmanuel de Sâ estime que le tyrannicide doit obtenir l'accord préalable des autorités compétentes, Juan de Mariana affirme que tout particulier peut immédiatement tuer un tyran d'exercice et fait l'éloge de Jacques Clément, assassin d'Henri III.

## Un roi mal accepté
L'accession d'Henri de Navarre au trône de France n'est pas acceptée par une partie de la population catholique de France, d'autant que la sincérité de sa conversion est sujette à caution. Au cours de sa vie, il change six fois de confession. Épargné lors du massacre de la Saint Barthélémy, il prend la tête du camp protestant en février 1576. Reconnu en 1589 comme son successeur par un Henri III mourant et esseulé face à la Ligue, il adopte définitivement la religion catholique le 25 juillet 1593 et est sacré roi de France à la cathédrale de Chartres le 27 février 1594. Il doit attendre le 17 septembre 1595 pour que le pape Clément VIII lui accorde son absolution.
Henri IV échappe lors de son règne à une vingtaine de tentatives d'assassinat, ce qui a pu contribuer à le conforter dans une certaine insouciance face à ces menaces. En août 1593 Pierre Barrière, un ancien soldat de la Ligue, est arrêté avant de passer à l'acte. Le 27 décembre 1594 Henri IV est blessé à la lèvre et une de ses dents est brisée, dans une seconde tentative commise par un jeune étudiant parisien, Jean Châtel.

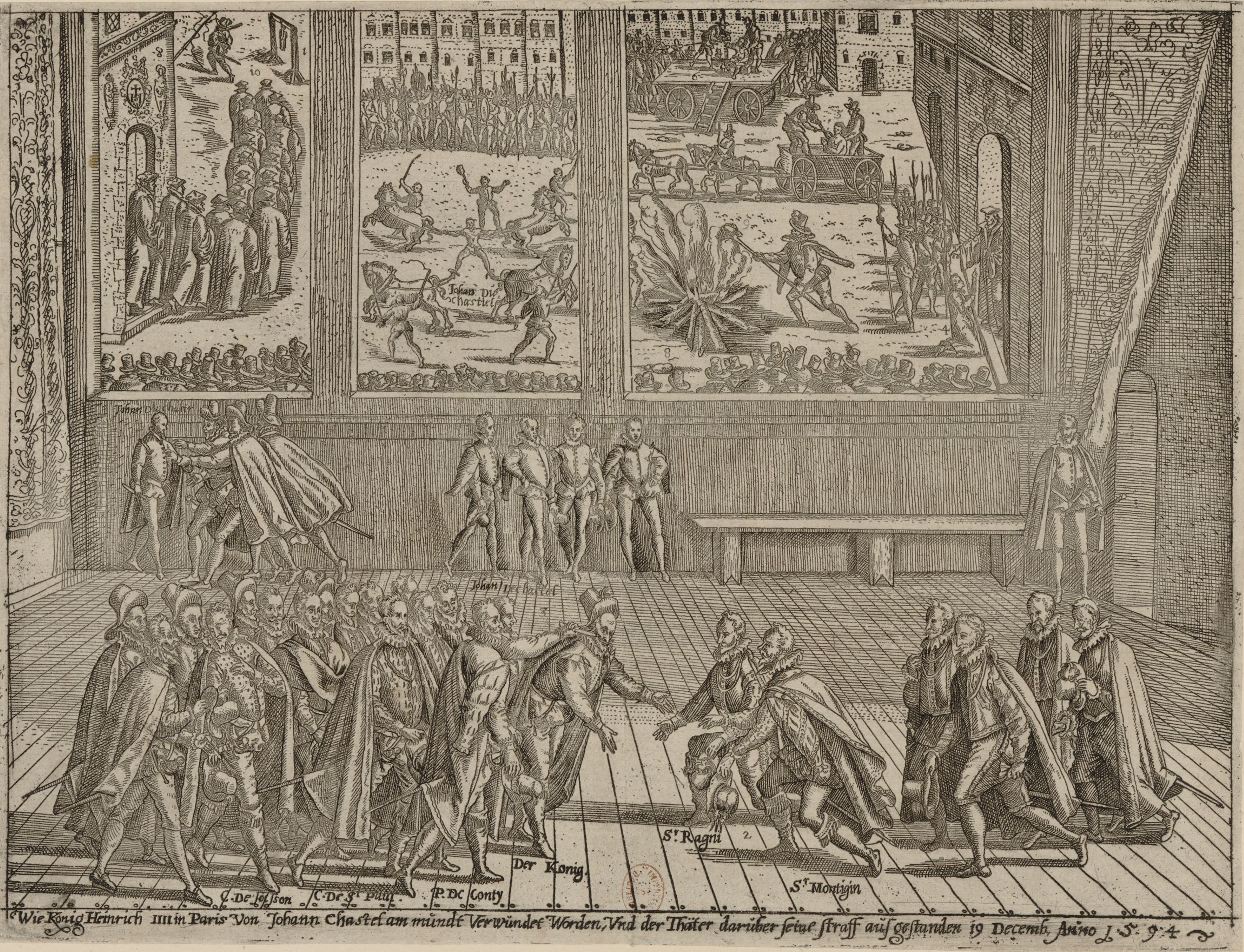
L'attentat de Jean Châtel (son supplice figure en arrière plan). Gravure anonyme à l'eau forte avec légende en allemand, fin du XVIe siècle (BNF).

En janvier 1595, on recherche à Paris un certain Chateaufort qui serait venu de Bruxelles pour attenter à la vie du roi, tandis qu'un Parisien dénommé Guignard est exécuté, suivi d'un second régicide potentiel ayant publiquement déclaré « vouloir refaire le coup de saint Clément ». Le 1er mars de cette année, sept hommes sont arrêtés. Le lendemain c'est au tour de l'ancien prêtre Merleau de l'être. Deux semaines plus tard, un Espagnol ayant avoué avoir été envoyé par le roi d'Espagne est écartelé. Le 16 février c'est au tour de l'avocat angevin Jean Guesdon d'être exécuté. Toujours en 1595 un Italien devant tuer Henri IV avec une arbalète est exécuté à Meaux. L'année suivante, cinq autres personnes sont arrêtées.
Les menaces s'estompent après l'absolution accordée par le pape en 1595 et le mariage d'Henri IV et de Marie de Médicis en 1600. On compte toutefois encore cinq autres arrestations jusqu'à la fin de l'année 1608, les suspects connaissant des sorts divers.

## La succession de Clèves et de Juliers
Le 25 mars 1609, le décès sans héritier de Jean-Guillaume de Clèves, duc de Clèves, de Berg et de Juliers, comte de La Marck et de Ravensberg, représente un nouveau risque de crise en Europe. Ses trois sœurs avaient été mariées, entre 1574 et 1579, respectivement au duc de Prusse, Albert Frédéric, au comte palatin de Neubourg, Philippe Louis de Wittelsbach, et au comte palatin de Deux-Ponts, Jean Ier. Ces trois familles se disputent la succession de ces riches territoires. Henri IV redoute leur récupération par Rodolphe II, empereur du Saint-Empire romain germanique, qui envisage en effet d'ajouter ces principautés aux possessions des Habsbourg aux Pays-Bas espagnols.
Rodolphe II s'empare de Juliers lorsqu'un accord semble se dessiner pour la succession de Jean-Guillaume de Clèves. Les héritiers lésés demandent l'aide d'Henri IV, lequel prépare alors une expédition militaire d'envergure. Il prend ainsi parti pour des princes protestants dans un conflit les opposant à un empereur catholique, au risque de voir l'Europe s'embraser, ce qui renforce le trouble au sein d'une partie de la population française.

## L'assassinat
L'assassinat est perpétré dans les derniers jours précédant le déclenchement d'une expédition militaire qui risque de relancer les conflits en Europe, et alors qu'a lieu le couronnement de Marie de Médicis. Lors d'une journée où le roi est très occupé, Ravaillac semble profiter d'une opportunité fortuite pour commettre son crime.

### De nombreuses prédictions
Dans une époque encore fortement marquée par la superstition, de nombreux signes auraient annoncé la mort du roi. Lui-même aurait vu en rêve une maison de la rue de la Ferronnerie lui tomber dessus. Richelieu rapporte dans ses Mémoires plusieurs signes annonciateurs. Nicolas Pasquier, le fils du magistrat Étienne Pasquier mentionne également de nombreux événements prédictifs, tout comme Eudes de Mézeray et le duc de La Force.

### Les derniers jours du roi

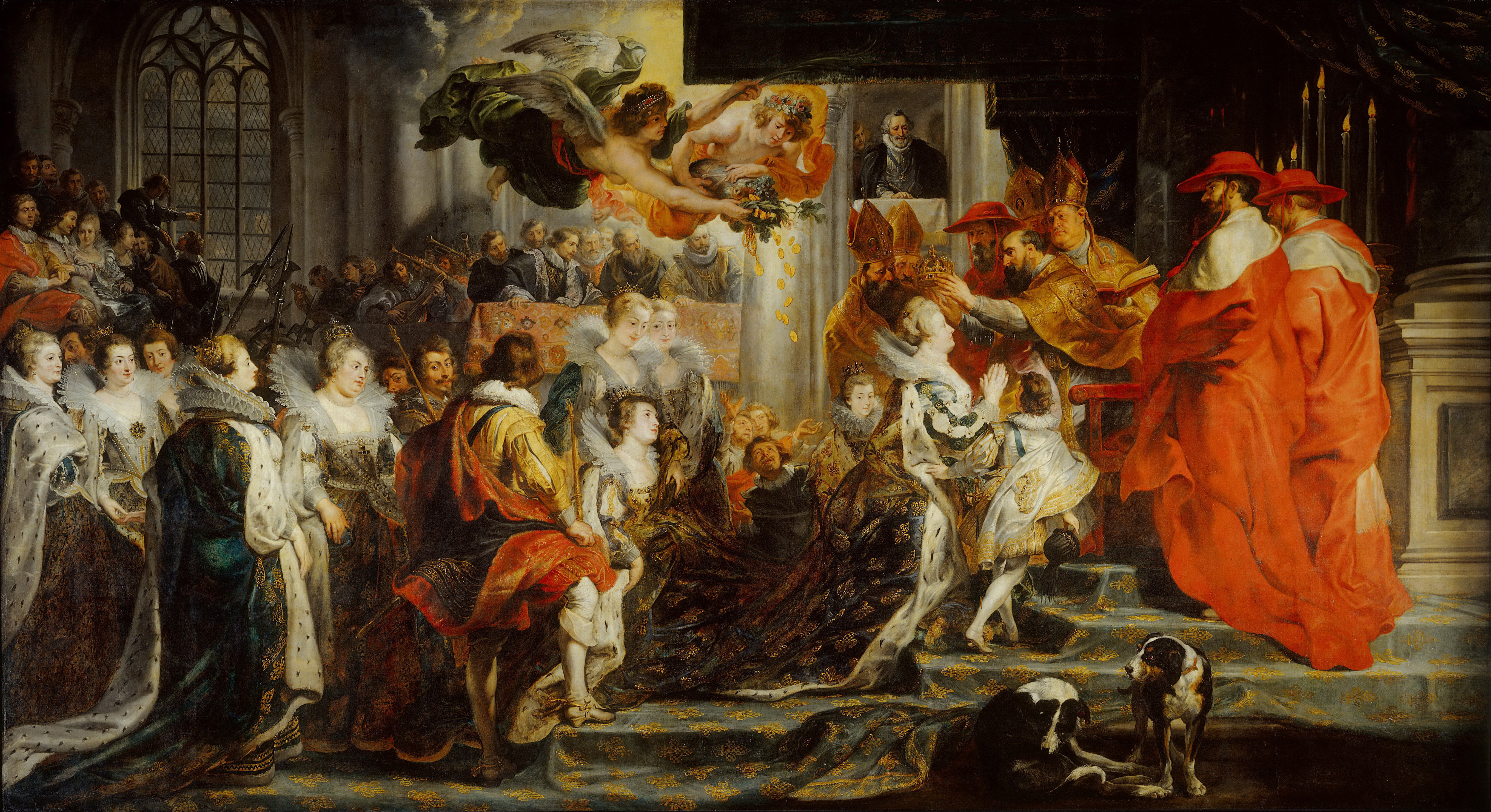
Pierre Paul Rubens, Couronnement de Marie de Médicis, vers 1622-1625. Musée du Louvre, Paris

Le couronnement de Marie de Médicis, prévu initialement après son mariage avec Henri IV, repoussé pour des raisons financières, redevient d'actualité avec la préparation de l'expédition militaire devant libérer Juliers. Bien qu'assez réticent, le roi consent à ce couronnement qui a lieu à la basilique Saint-Denis le 13 mai 1610, après plusieurs reports, et prend même plaisir à participer à ses préparatifs. Lors de la cérémonie, Henri IV se montre jovial et ému. Il prend le Dauphin dans ses bras et s'exclame : « Messieurs, voici le roi ».
Revenu au Louvre, il refuse de recevoir un certain de La Brosse, médecin et astrologue du comte de Soissons, qui veut le mettre en garde contre la journée du lendemain. Henri IV a prévu de la consacrer aux derniers détails de son expédition militaire. Une chasse permettra de se délasser le samedi 15 et l'entrée solennelle de la reine Marie dans Paris, à la suite de son couronnement, doit avoir lieu le dimanche 16. Le lundi 17 mai 1610, Henri IV doit rejoindre son armée.

### Le 14 mai 1610

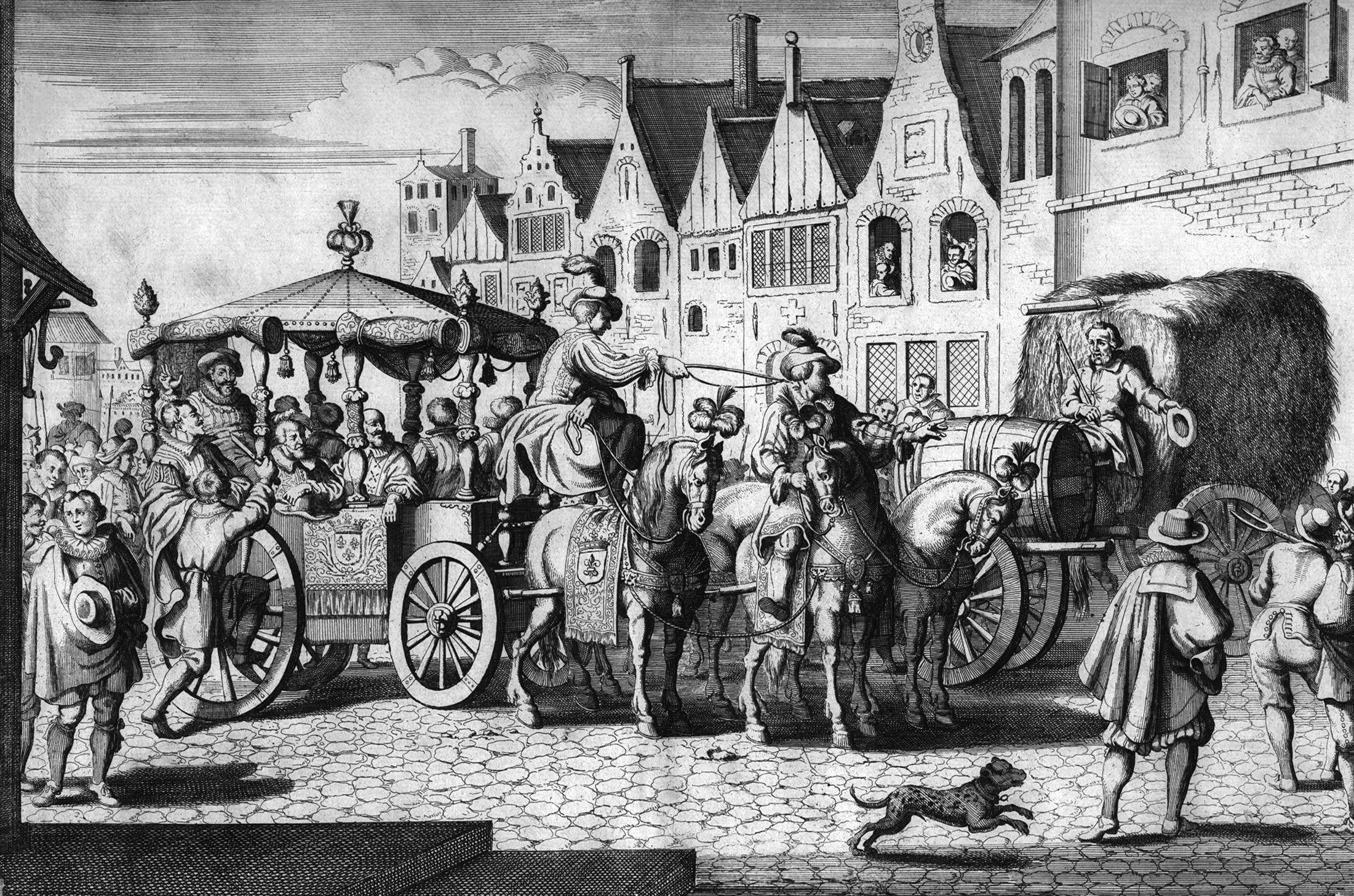
Dans l'estampe de Gaspar Bouttats Assassinat d'Henri IV (deuxième moitié du XVIIe siècle), le carrosse largement ouvert, sans escorte royale, est bloqué par une charrette de foin et un haquet de vin. Ravaillac, poignard en main, prend appui sur un rayon de la roue et s'apprête à donner le coup fatal.

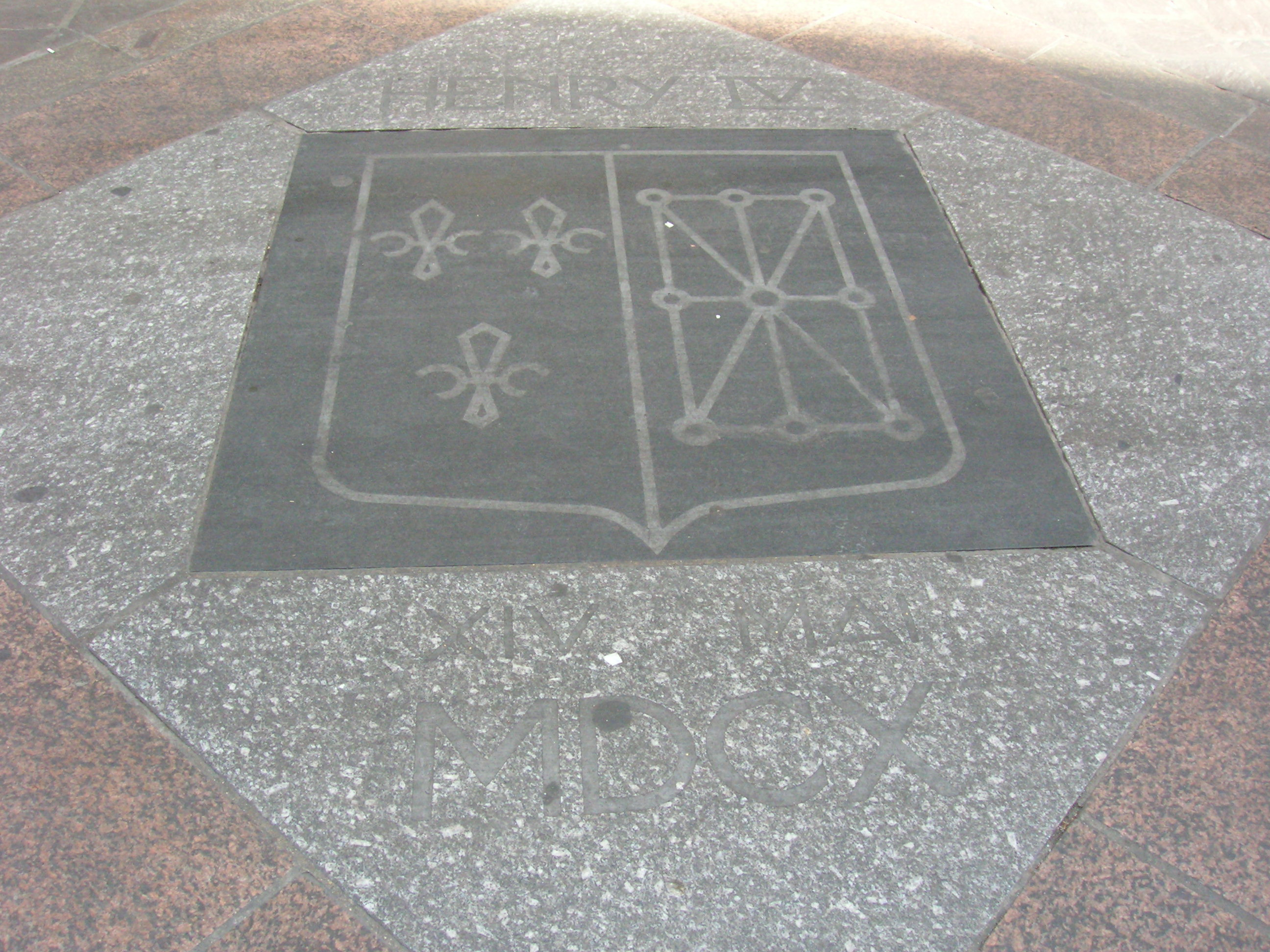
Plaque commémorative encastrée dans la chaussée de la rue de la Ferronnerie, marquant le lieu de l'assassinat d'Henri IV de France. Elle est composée d'un écu renfermant deux blasons accolés, chacun orné de meubles héraldiques : trois fleurs de lys (emblème du roi de France) et des chaînes d'or posées en orle, en croix et en sautoir (emblème du roi de Navarre).

Au matin du 14 mai, Henri IV semble soucieux, et paraît avoir mal dormi. Son fils aîné César de Vendôme le mit en garde, qu'il ne devait pas sortir, d'après les prédiction d'un almanach. Mais le roi alla à la messe aux Feuillants, où le duc de Vendôme l'avait accompagné. Peu avant quatre heures de l'après-midi, il décide de se rendre à l'Arsenal, à l'est de Paris, pour s'entretenir avec son conseiller le duc de Sully, surintendant des Finances, cloué au lit par une grippe.
Le domicile de Sully étant proche, le roi juge inutile de se faire escorter par la Garde à cheval : il est protégé par une faible escorte de fantassins et accompagné dans son vaste carrosse par quatre de ses officiers, dont le duc de La Force, le duc d'Épernon et le duc de Montbazon. Voulant voir les préparatifs prévus pour l'entrée solennelle à Paris de Marie de Médicis, il décide au dernier moment de son trajet de faire lever les rideaux de cuir de sa voiture.
François Ravaillac suit le carrosse royal dès sa sortie du Louvre. Catholique fervent, victime de visions souvent violentes, il est tourmenté depuis plusieurs années par l'idée de tuer le roi. Ces derniers mois, il a tenté à plusieurs reprises de le rencontrer pour le convaincre de combattre les Huguenots. Ayant volé un couteau dans une auberge, il s'est finalement résolu au régicide.
Ravaillac rattrape le cortège royal rue de la Ferronnerie, un axe étroit de quatre mètres de largeur situé environ à 500 mètres à l'est du Louvre (dans l'actuel quartier des Halles). Une charrette de foin et un haquet chargé de tonneaux de vin y manœuvrent avec difficulté et provoquent un encombrement. Le convoi est donc bloqué, juste devant une auberge nommée Au cœur couronné transpercé d'une flèche. Des valets de pied se tenant sur le marchepied du carrosse s'éloignent pour disperser la foule qui reconnaît le roi, lequel salue les badauds en dodelinant la tête.
Ravaillac profite alors de l'aubaine et se précipite. Il porte trois coups : le premier touche le roi sans dommage majeur près de l'aisselle. Le deuxième, mortel, l'atteint au poumon droit, sectionnant veine cave et aorte. Le dernier perce la manche du duc de Montbazon, venu s'interposer.
Selon le récit de l'historiographe Pierre Matthieu , un des officiers d'Henri IV, le baron de Courtomer, aperçoit dans la rue un groupe de huit à dix hommes à pied et deux à cheval qui se précipitent sur Ravaillac en criant « Il faut qu'il meure ! » mais le baron parvient à les faire fuir.
Ramené à grand train au Louvre où accourent le Premier médecin du roi, Antoine Petit et l'archevêque d'Embrun, Honoré du Laurens, Henri IV y meurt aussitôt, vers quatre heures de l'après midi.
Son méfait commis, Ravaillac n'a pas cherché à s'enfuir. Le duc d'Épernon s'interpose pour lui éviter d'être lynché par la foule. Il amène le régicide à l'hôtel de Retz, proche, où il reste 48 heures. On le laisse voir par de nombreuses personnes. En témoignent en particulier Pierre Matthieu et Pierre Coton, Jésuite confesseur du roi, qui essaie de le convaincre de ne pas impliquer son ordre, suivi en cela par plusieurs autres membres de cet ordre.
Ravaillac est finalement conduit pour une journée à l'hôtel particulier du duc d'Épernon, puis enfin transféré légalement à la Conciergerie.

## Conséquences immédiates
Dans les jours suivant le régicide, plusieurs habitants du royaume de France sont condamnés pour avoir publiquement approuvé l'acte de Ravaillac, ou avoir proclamé qu'ils auraient voulu être à sa place. Les Jésuites sont l'objet d'accusations plus ou moins directes, en particulier le confesseur du roi. Le 8 juin 1610 le parlement de Paris interdit l'ouvrage du Jésuite Juan Mariana justifiant le régicide. C'est dans cette atmosphère pesante que Ravaillac est jugé et la continuité de la monarchie assurée par une régence. Les funérailles du roi apaisent le royaume.

### Procès et supplice de Ravaillac

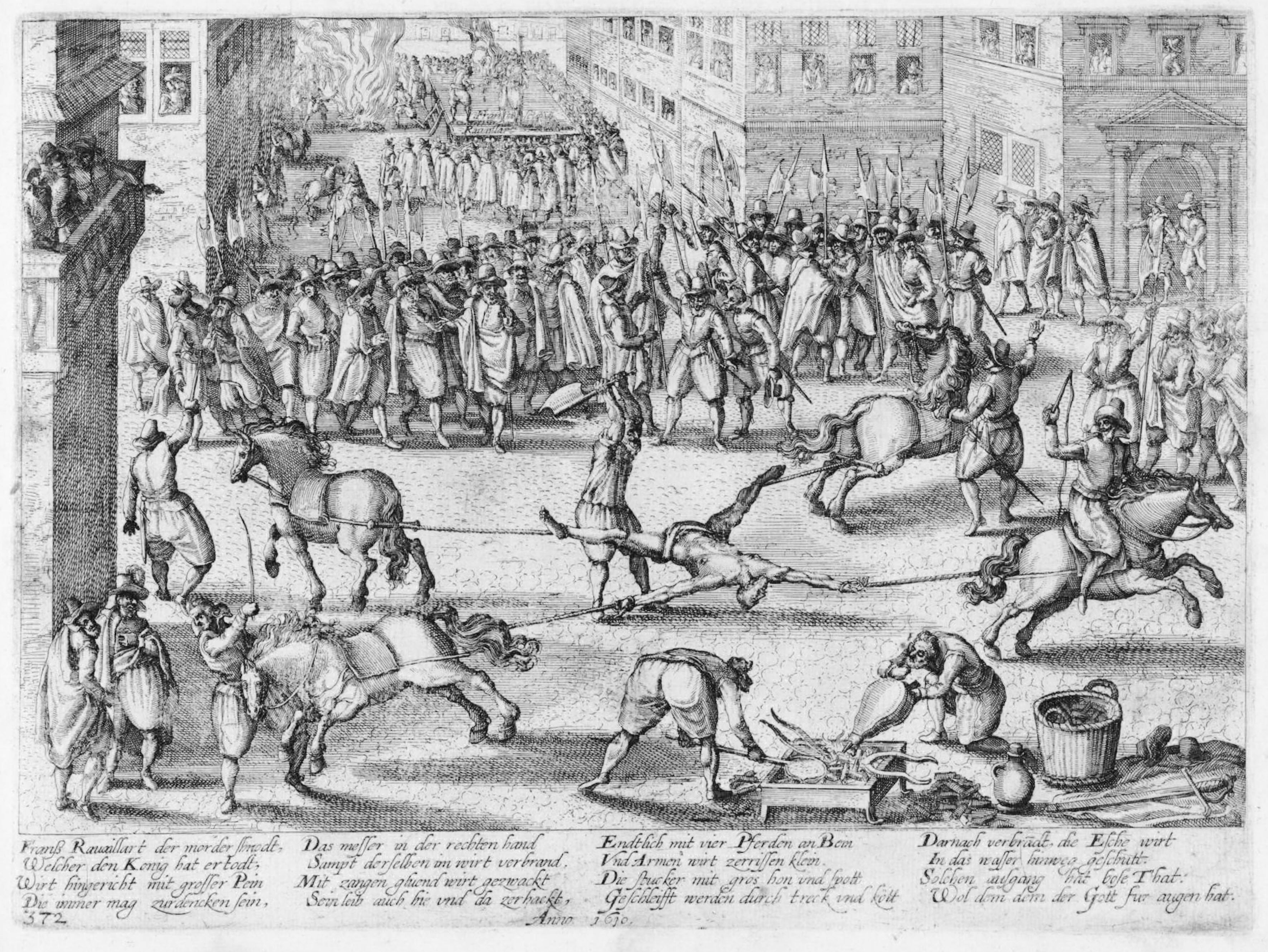
Georg Keller : Franss Raauillart der morder shnodt. L'écartèlement de François Ravaillac.

Le régicide reconnaît que son acte est mauvais, mais espère que Dieu lui accordera son pardon, car, selon lui, son intention était bonne. Pour Jean-Christian Petitfils, son procès, qui dure dix jours et est présidé par Achille Ier de Harlay, est mal mené : la recherche d'éventuels complices, qui semble la principale préoccupation des juges, est très rapidement abandonnée ; la famille de Ravaillac n'est pas entendue, tout comme plusieurs témoins importants. Ravaillac n'est interrogé ni sur ses croyances religieuses, ni sur ses motivations. Comme l'avait déjà souligné Roland Mousnier, ses juges ne peuvent concevoir qu'un homme d'aussi basse extraction ait pu fomenter seul un tel acte : la plus grande partie des interrogatoires visent donc à lui faire avouer l'identité d'un ou plusieurs complices ou commanditaires d'importance.
Ravaillac est condamné à mort par le Parlement de Paris qui conclut à l'acte isolé d'un fanatique catholique. Son ordonnance d'exécution pour « l'inhumain régicide par lui commis en la personne du Roi Henri quatrième » du 27 mai 1610 précise que le condamné, une fois soumis à la question à quatre reprises puis pénitence faite, doit être conduit en place de Grève où il est destiné à « [être] tenaillé aux mamelles, bras, cuisses et gras des jambes, sa main droite, qui tenait le couteau avec lequel il a commis ledit régicide, sera brûlée de feu de soufre, et sur les endroits tenaillés, il sera jeté du plomb fondu, de l'huile bouillante, de la poix, de la résine brûlante, de la cire et soufre fondus ensemble. Ensuite, son corps sera tiré et écartelé par quatre chevaux. Les membres de son corps seront consommés au feu, réduits en cendres et jetés au vent ».
Après avoir été entendu en confession par les docteurs en Sorbonne Jean Filesac et Gamaches, Ravaillac est tiré de la Conciergerie puis amené devant la cathédrale Notre-Dame de Paris où il doit faire amende honorable pieds nus, en chemise, un cierge à la main. Il monte ensuite dans un tombereau à ordures qui le conduit place de Grève (actuelle place de l'Hôtel-de-Ville) sur un petit échafaud où les supplices du bourreau Jean Guillaume et de ses valets durent une journée entière. Le régicide est doté d'une robuste constitution, ce qui force notamment le bourreau à « entamer » les bras et les jambes avec un couperet.
Lors de son supplice, Ravaillac semble décontenancé par la rage exprimée par la foule à son égard. Lorsque l'un des quatre chevaux devant le démembrer doit être remplacé, il se serait écrié : « On m'a bien trompé quand on m'a voulu persuader que le coup que je ferai serait bien reçu du peuple ». Plus tard il demande « si le peuple peut chanter le Salve Regina » mais la foule s'y oppose violemment. Une fois le supplice achevé, celle-ci, devenue hystérique, disperse ses morceaux dans la ville, le reste de son corps étant brûlé et ses cendres dispersées.

### Funérailles d'HenriIV
La dépouille du roi est autopsiée le 15 mai 1610. Son cœur, placé dans une urne d'argent, est transféré au collège jésuite de La Flèche dans la province du Maine, selon les volontés qu'il avait exprimées. Son corps, embaumé et mis en bière, est exposé dans la grande chambre de parade du Louvre, sur un lit couvert de drap d'or frisé. Chaque jour, cent messes basses et six grand-messes y sont célébrées. Le 10 juin, la bière est transportée dans la salle des Cariatides où elle rejoint l'effigie du roi.
Un mannequin d'osier doté d'un visage de cire moulé sur celui du roi y est en effet installé, en habit de sacre et coiffé de la couronne royale. Deux fois par jour, des domestiques font mine de lui servir un repas, ce qui renvoie à un cérémonial médiéval symbolisant la continuité de la dignité royale au-delà de la mort du roi.
Ce mannequin est retiré le 21 juin. Débutent alors des oraisons funèbres, célébrées dans toutes les paroisses du royaume, suivies par des hommages rendus au roi durant une semaine par les différents corps constitués. Le jeune Louis XIII s'y rend le 25 pour bénir son père. Le 29 juin, le cercueil royal est transféré à Notre-Dame où il est au centre de plusieurs cérémonies. Le 30 juin, on y prononce l'oraison funèbre du roi défunt, puis sa dépouille rejoint la basilique Saint-Denis. Elle est placée, en compagnie de son effigie, dans la chapelle ardente. Henri IV est inhumé le 1er juillet, la dépouille d'Henri III y ayant été ramenée précipitamment de Compiègne.

### Régence de Marie de Médicis
Marie de Médicis assure la régence du royaume de 1610 à 1614, malgré la volonté de son époux de laisser à son fils, Louis XIII, la direction des affaires du royaume. Dans l'arrêt qui officialise cette régence, il est décrété qu'Henri IV est désormais dénommé Henri le Grand. S'appuyant sur des conseillers mis en cause dans l'assassinat de son défunt époux (le duc d'Épernon, Concini), elle entreprend une politique d'apaisement vis-à-vis de l'Espagne et du Saint Empire.
Une expédition militaire est en effet menée pour libérer Clèves afin de respecter les engagements pris par Henri IV. Mais l'annonce en 1612 des mariages de Louis XIII avec Anne d'Autriche infante d'Espagne, et d'Elisabeth, sœur de Louis XIII, avec le futur Philippe IV, double mariage consacré en 1615, scelle la réconciliation avec la monarchie espagnole.

## L'affirmation de la monarchie absolue

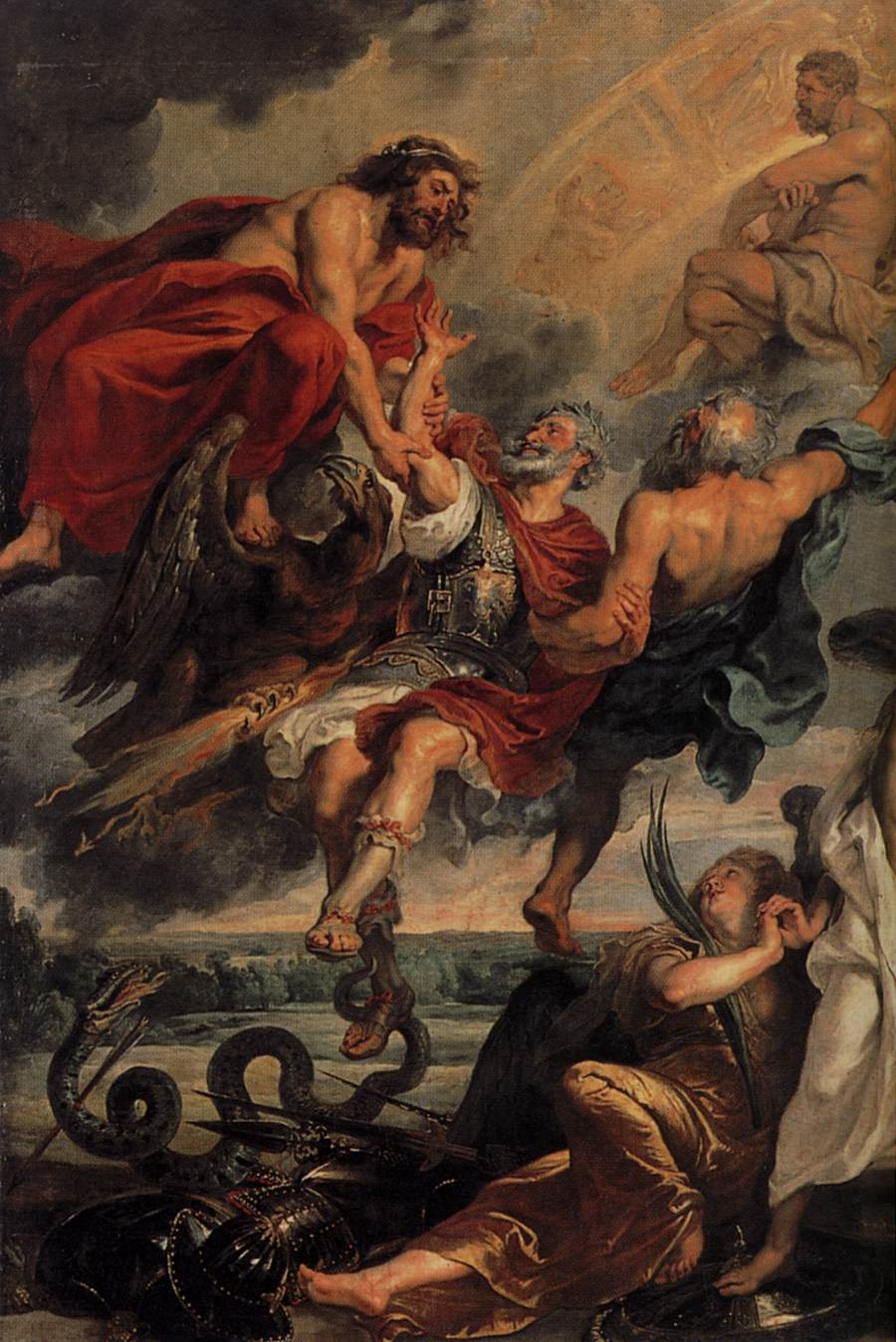
L'Apothéose d'Henri IV (roi de France) et la proclamation de la régence.
Figuré en empereur romain divinisé, le souverain assassiné s'élève vers le mont Olympe. Le serpent transpercé d'une flèche figure Ravaillac. Détail d'une huile sur toile réalisée par Rubens pour le Cycle de Marie de Médicis, Paris, musée du Louvre, entre 1623 et 1625.

L'assassinat d'Henri IV fait de lui l'un des rois français les plus populaires. Son image idéalisée est sollicitée par plusieurs de ses successeurs, tandis que sa mort dramatique marque une étape décisive dans l'établissement de la monarchie absolue en France (en).

### Un roi idéalisé
Deuxième roi de France consécutivement victime d'un régicide, Henri IV fait dès sa mort l'objet d'un processus d'idéalisation. Celui-ci prend en particulier la forme d'« henriades », dont le premier exemple avait été rédigé de son vivant, par Sébastien Garnier en 1594. Dès 1610, les hommages sollicitent des genres littéraires les plus variés (vies parallèles, tragédies antiques, discours...). Les biographies se multiplient, mettant en scène un âge d'or henricien.
Ce portrait idéal est repris de façon opportune par les partis s'opposant lors de la Fronde. Il connaît ensuite une éclipse sous Louis XIV qui ne saurait avoir de modèle, et sous le règne duquel son image de roi tolérant est utilisée contre l'absolutisme royal (par exemple à l'occasion de la révocation de l'édit de Nantes).
Le XVIIIe siècle est l'âge d'or d'Henri IV, « le bon roi Henri ». Il est présenté comme un philanthrope bon vivant, tolérant et philosophe dont Louis XV se réclame. En 1723 Voltaire publie son Henriade et le théâtre s'empare de nouveau du personnage : trois pièces lui sont consacrées dans les années 1760. C'est sous Louis XVI que l'apogée est atteint, comme en témoigne par exemple le succès populaire de la chanson Vive Henri IV !
Victime de la colère révolutionnaire, Henri IV voit son image revalorisée avec la Restauration. Dès 1818 une statue équestre est réinstallée à Paris, à la place de celle fondue lors de la Révolution, et son portrait figure sur la croix de la Légion d'honneur de 1814 à 1848. Il devient également un sujet de tableaux pour de nombreux peintres, le thème de son assassinat n'étant toutefois pas abordé par ces artistes. Eugène Dévéria connaît ainsi le succès avec Naissance d'Henri IV (1827), et Ingres peint quatre versions de son tableau Don Pedro de Tolède baisant l'épée d'Henri IV entre 1814 et 1832.

#### Analyse historiographique
À partir de la moitié du XIXe siècle, et au cours du XXe siècle, l'historiographie remet en cause les prédictions et prémonitions liées à la mort d'Henri IV qui s'inscrivaient dans le processus de mythisation henricienne. Ces affirmations correspondent en effet à un procédé qui « conciliait culture savante et culture populaire en introduisant le merveilleux comme « explication » de l'histoire », fréquent à cette époque.
La représentation iconographique de l'assassinat d'Henri IV semble avoir longtemps fait l'objet d'une certaine gêne, voir d'une forme d'interdit. Durant les trois siècles suivant sa mort, elle consiste en des tableaux et des dessins de petite taille, à l'opposé de la grandeur traditionnelle des toiles de la peinture d'histoire. Cette iconographie s'en tient globalement « aux faits avérés et, du XVIIe au XIXe siècle, elle suscite un nombre très réduit de représentations organisées autour de cinq sujets : Ravaillac, le roi, ses compagnons de carrosse, la ville, la foule ». La rareté, ainsi que « la modestie de ces œuvres indique l'incongruité qu'il y a à choisir un tel sujet ».
Les premières estampes sont issues de graveurs allemands (Conrad Cordoys, Wilhelm Potter Zwenerman), flamands (tels que Gaspar Bouttats (en) ou les frères Caspar et Jan Luyken) et espagnols. Ces estampes sont plus abondantes à partir de la fin du XVIIe siècle, soit plusieurs dizaines d'années après l'événement.
En France, il faut attendre la chute de la Restauration pour voir revenir en force le thème de l'assassinat lui-même, l'acte violent de Ravaillac ou le châtiment de ce dernier. En effet, l'imagerie du XIXe siècle, qui triomphe à Épinal, joue désormais un rôle particulièrement actif. Mais l’Henri IV rapporté au Louvre après son assassinat, tableau de Robert-Fleury peint en 1836 pendant la monarchie de Juillet, et L'assassinat d'Henri IV dessiné par Georges Rouget en 1850 pendant la Deuxième République, se conforment encore à l'interdit de décrire explicitement le geste de Ravaillac.
La peinture de commande, Assassinat d'Henri IV et arrestation de Ravaillac le 14 mai 1610 d'Housez en 1860, pour l'empereur Napoléon III, rompt avec cette réserve en représentant la scène de crime. On distingue deux épisodes au premier plan de ce tableau. Le premier montre l’agonie du roi dont le buste est soutenu par les grands seigneurs qui l'accompagnent. Le second épisode évoque l’arrestation de Ravaillac « qui, par sa posture, sa barbe à la couleur évocatrice de la trahison, cumule tous les traits de l’individu malfaisant ».

### Le roi intouchable et tout puissant
Si l'image d'Henri IV a pu être utilisée pour contester l'absolutisme royal, il n'en demeure pas moins que son assassinat contribue à l'affirmation de la monarchie absolue. Ce second régicide consécutif incite en effet à penser que la personne du roi doit être placée hors d'atteinte, ces assassinats mettant à chaque fois en danger la sécurité de tous. Il s'agit d'abord de le protéger, mais aussi de mettre fin à la légitimation du tyrannicide. Enfin, son pouvoir ne doit plus pouvoir être contesté.
Sollicité par le parlement de Paris, Edmond Richer, principal du collège du Cardinal-Lemoine, lui remet en 1611 un manuscrit pour exprimer la position de la Faculté de Théologie de la Sorbonne. Théologien gallican, il s'efforce d'y distinguer les sphères de pouvoir des monarques et de l'Église. Pour lui, l'État est une création divine, et les rois détiennent un pouvoir temporel que le pape, détenteur d'un pouvoir spirituel, ne peut remettre en cause. En conséquence, les décisions du roi sont incontestables et l'Église n'est pas fondée à justifier un tyrannicide. Ce livre, Libellus de Ecclesiastica et Politica Potestate, soulève une véritable tempête, tant du côté de l'Église que du roi de France, la distinction entre pouvoir temporel et spirituel remettant en cause certaines dispositions comme l'annulation du premier mariage d'Henri IV, et donc la légitimité de Louis XIII. Il est donc censuré en France en 1612, et mis à l'Index par le pape en 1613.
D'autres théoriciens vantent la supériorité de la monarchie absolue sur tout autre régime politique. Le juriste Pierre Delommeau le proclame ainsi dès la première page de son ouvrage Les maximes générales du droit français, précisant que le roi y est « souverain absolu ». Sous le pseudonyme de Théophile du Jay, Jérôme Bignon publie en 1615 La Grandeur de nos rois et de leur souveraine puissance. Il y expose les raisons pour lesquelles le roi de France ne doit pas se soumettre au « glaive temporel du pape ». En 1610, il avait rédigé De l’Excellence des rois et du royaume de  France, traitant de la préséance, premier rang et prérogatives des rois de France par-dessus les autres, et des causes d’icelles, dédié à Henri IV.
Toujours en 1615, Jean Savaron, étant intervenu comme Jérôme Bignon en tant que député du Tiers-état aux États généraux de 1614, publie son Traité de la Souveraineté du Roi et de son royaume. Il y affirme que le roi ne tient sa couronne que de Dieu, et que ses sujets lui doivent fidélité et obéissance. Les États généraux de 1614 sont en effet la première manifestation de cette évolution vers un pouvoir absolu. Incapables de présenter des requêtes de façon conjointe, ce qui leur aurait permis de revendiquer la représentation de tout le royaume, les trois ordres structurant l'Ancien Régime s'opposent. Ils en arrivent à demander au jeune roi Louis XIII d'user de son pouvoir pour trancher leurs désaccords, et remettent ainsi leur pouvoir dans les mains du roi, jouant désormais un rôle d'arbitre.
En 1623 Pierre de Bérule expose dans son Discours de l'état et des grandeurs de Jésus que le roi est un Dieu "par puissance, par grâce, pour un temps et pour la Terre".

## Théories liées à l'assassinat d'HenriIV
L'assassinat d'Henri IV reste l'une des « grandes énigmes de l'histoire de France ». Jules Michelet a au XIXe siècle mis en avant un complot fomenté par l'Espagne, mais cette interprétation ne fait pas l'unanimité. En 1610, pour les Parisiens, l'implication de la monarchie espagnole ne fait pas de doute et il faut, dans les jours suivant l'assassinat du roi, disposer des gardes pour protéger le logis de l'ambassadeur d'Espagne des violences populaires.

### Un complot impliquant l'Espagne?
Le 14 mai, le jour même de l'assassinat, Thomas Robert, prévôt des maréchaux attaché à la maison d'Entragues, en place à Pithiviers, annonce soudainement à quelques amis que le roi vient d'être assassiné. Étant à grande distance de Paris, on le soupçonne d'être complice, étant donné que personne n'est au courant. Une fois la nouvelle confirmée, il est arrêté, mais il est retrouvé mort quelques jours plus tard dans sa cellule de la Conciergerie, l'enquête concluant à un suicide. C'est donc son cadavre qui est jugé, condamné, pendu[Quand ?] par les pieds et brûlé en place de Grève pour sorcellerie. Son procès met en évidence sa participation à un premier complot contre Henri IV mené en 1604 par le comte d'Auvergne, demi-frère de la marquise de Verneuil.
En 1611, Jacqueline d'Escoman accuse Catherine d'Entragues, marquise de Verneuil, et le duc d'Épernon, ainsi que le roi Philippe III d'Espagne. Catherine d'Entragues avait été la maîtresse d'Henri IV qu'il avait promis d'épouser, et avec laquelle il a eu un fils. Ce complot aurait donc pour but de faire accéder au trône cet enfant illégitime, Henri-Gaston de Verneuil. Jacqueline d'Escoman est rapidement condamnée à l'enfermement à perpétuité pour calomnie par le Parlement de Paris. En 1609 déjà, elle aurait essayé d'approcher le roi pour l'avertir d'un tel complot, sans être prise au sérieux.
En 1616, l'Espagne est de nouveau mise en cause par des accusations attribuées à Pierre Dujardin, un soldat s'étant mis au service de différentes causes lors des guerres de religion. Il fait part d'une conspiration fomentée à Naples à laquelle on lui aurait proposé de participer. Ce projet d'assassinat du roi de France serait né au sein d'un cercle d'exilés anciens membres de la Ligue. Dans ce cadre, Dujardin affirme avoir rencontré Ravaillac à Naples en 1608, porteurs de lettres du duc d'Épernon, et annonçant son intention de tuer Henri IV. Refusant d'y prendre part, Dujardin aurait ultérieurement été victime d'une tentative d'homicide menée par des hommes d'Épernon.
Dans ces deux récits, Ravaillac apparaît comme un être fragile et manipulé. Ces accusations sont reprises régulièrement, jusqu'à ce que Jules Michelet construise une thèse cohérente. Selon lui, Henri IV est la victime d'un complot animé par le duc d'Épernon, la marquise de Verneuil et le couple des Concini, ourdi dès 1606. Ce complot, organisé sous la protection de la monarchie espagnole, aurait été connu de Marie de Médicis qui l'aurait laissé se dérouler. Michelet voit dans le double mariage de 1612 la raison de la participation de la monarchie espagnole à ce complot.
Cette thèse est ensuite complétée et amendée. Jules Loiseleur met ainsi en avant une rencontre entre Ravaillac et Jacqueline d'Escoman chez Charlotte du Tillet, maîtresse du duc d'Épernon. Mais selon lui, le complot contre Henri IV commence en 1608 et non 1606 comme le pense Michelet. Loiseleur suggère en outre que le groupe d'hommes qui se précipitent sur Ravaillac pour le tuer, juste après son méfait, est l'équipe mise en place dans le cadre de ce complot, et qui aurait organisé l'encombrement rue de la Ferronnerie . Philippe Erlanger apporte une preuve des rencontres entre Ravaillac et Charlotte du Tillet.
Situant Ravaillac dans la « longue cohorte des assassins politiques de l'Histoire », le journaliste Jean-François Bège estime plus récemment que l'assassin d'Henri IV serait un fanatique prétendant avoir agi seul mais manipulé et secondé par une deuxième équipe.

### Un meurtre commandité par Albert d'Autriche?
Jean-Christian Petitfils propose en 2009 une interprétation faisant d'Albert d'Autriche, souverain des Pays-Bas espagnols, le commanditaire de l'assassinat d'Henri IV. Il aurait agi de son propre chef, et la monarchie espagnole, découvrant les faits, aurait cherché à les dissimuler par peur d'être impliquée.

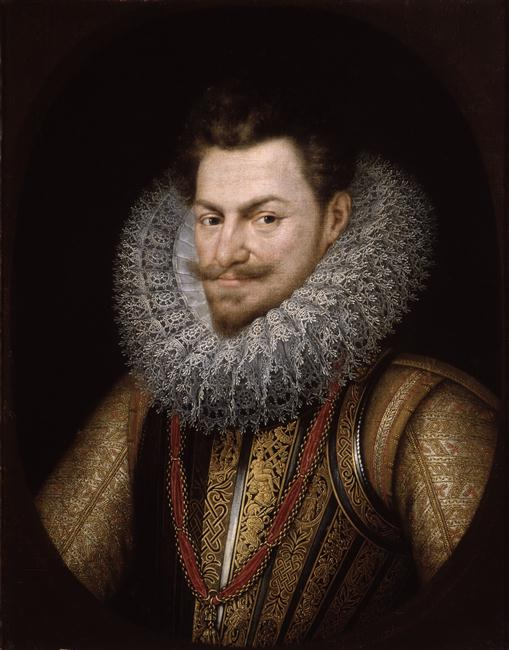
Albert d'Autriche par Frans Pourbus le Jeune, vers 1599. Huile sur toile, 226 × 131 cm, Monastère des Déchaussées royales, Madrid

Petitfils ne croit pas en la culpabilité du duc d'Épernon : sa conduite au moment de la mort du roi le démontrerait puisqu'il s'oppose à ce que l'assassin soit mis à mort par les gardes et le peuple alors que la mort immédiate de Ravaillac empêcherait l'éventuelle révélation de complices. Il met en avant les amours d'Henri IV et de Charlotte-Marguerite de Montmorency, que beaucoup connaissaient dès 1609. Le roi de France tombe follement amoureux de cette jeune femme âgée de 15 ans, à l'occasion d'une répétition d'un spectacle que veut donner Marie de Médicis. Henri IV convainc son neveu, Henri II de Bourbon-Condé, de l'épouser. Ce dernier étant réputé préférer la compagnie des hommes, il espère ainsi pouvoir facilement entretenir une relation adultère. Mais Henri de Condé, estimant son honneur mis en cause en raison des avances très peu discrètes d'Henri IV, s'enfuit avec son épouse et se réfugie à Bruxelles, alors capitale des Pays-Bas espagnols, auprès d'Albert d'Autriche. Henri IV exige le retour en France de son neveu et de son épouse avec laquelle il entretient une correspondance enflammée.
L'expédition militaire qu'il prépare quelques mois plus tard dans le cadre de la guerre de succession des principautés de Clèves et Juliers, implique la traversée des Pays-Bas espagnols. Se sentant menacé, Albert d'Autriche, fervent catholique vivant mal la domination exercée par Philippe III d'Espagne sur ses terres, outré par le comportement volage d'Henri IV qui le méprise, aurait finalement envoyé une équipe d'assassins à Paris pour mettre fin au règne du roi de France.
L'assassinat doit toutefois avoir lieu après le couronnement de Marie de Médicis, reine très catholique, qui assurerait vraisemblablement une régence. Le report de son sacre, prévu initialement le 1er mai 1610, expliquerait les annonces anticipées de la mort du roi de France ayant lieu dans diverses villes des Pays-Bas espagnols plusieurs jours avant sa survenue, ainsi qu'en Italie et dans certaines villes allemandes. La rumeur faisant part de l'assassinat d'Henri IV, provenant de Bruxelles, arrive même à Paris dans les jours précédant le régicide,.
L'Espagne aurait tenté après coup d'effacer les éléments pouvant la compromettre : il n'existe plus, dans les archives de tous les territoires liés aux Habsbourg, de traces de correspondances dans les semaines précédant la mort d'Henri IV. Jean-Christian Petitfils suggère également que le groupe d'hommes présents rue de la Ferronnerie et qui tentent de tuer Ravaillac, repoussés par le baron de Courtomer, serait le « commando » envoyé à Paris par Albert d'Autriche. L'ayant croisé quelques jours plus tôt (Ravaillac et ce groupe fréquentent la même église lors du séjour de Ravaillac à Paris), ils auraient conforté le futur régicide dans ses intentions tout en se préparant à tuer le roi de France. Devancés par lui, ils auraient voulu l'empêcher de parler.
La possibilité d'un complot fomenté à Bruxelles semble, dans les jours suivant la mort d'Henri IV, avoir été envisagée. Ainsi, lors de son interrogatoire, on demande à Ravaillac « quand a-t-il été à Bruxelles ».

### Réfutation de ces théories
L'historien François Pernot n'adhère pas à l'idée d'un complot pour expliquer la mort d'Henri IV. Il achève ainsi son ouvrage publié en 2010 : « Chercher le complot ne revient-il pas le plus souvent à nier la réalité ? […] Retrouver du sens à tout prix en raccrochant les faits historiques à un fil directeur unique, un fil directeur qui fournit à l’opinion publique une clé de décryptage d’un événement paraissant absurde ? Un fil directeur qui rassure parce qu’il explique le chaos ».